# Hidroelektrana Dubrava
Hidroelektrana Dubrava ili HE Dubrava je hidroelektrana smještena na rijeci Dravi i posljednja je u nizu od 3 hidroelektrane kojima se uređuje i koristi Drava u Hrvatskoj do ušća Mure. Morfološka i druga svojstva rijeke na toj su dionici uvjetovale da se najveći pad postiže usporavanjem. U odnosu na uzvodne hidroelektrane, brana HE Dubrava je najviša, a derivacijski kanal najkraći. Dubravsko jezero, koje je izgrađeno za potrebe hidroelektrane, površinom je najveće umjetno jezero u Hrvatskoj. Hidroelektrana se sastoji od istih glavnih dijelova kao i uzvodne elektrane. Mnoga posebna rješenja koja su prvi put primijenjena na prvoj uzvodnoj brani, ponovljena su ovdje s mnogo više iskustva i sigurnosti. Izgrađena je jedinstvena građevna jama za pokretni dio brane, u koju je procjeđivanje vode smanjeno glinobetonskim uspravnim "visećim" zidovima, čime je ostvarena velika ušteda troškova građenja. Nadalje, pokretnom branom postiglo se 0,5 metara viši uspor nego na uzvodnoj brani pa je došlo do povećanja protočnosti (gotovo 6 000 m3/s), a učinjena su i neka druga poboljšanja. Pripremni su radovi započeli u rujnu 1984., a početak rada HE Dubrava bio je u ožujku 1990. Bio je ugovoren rok izgradnje od 4 godine, a radovi su završeni 9 mjeseci prije roka.

## Tehnički podaci
HE Dubrava je višenamjenska protočno derivacijska hidroelektrana dravskog sliva koja predstavlja posljednju stepenicu na dionici Drave od granice Slovenije do utoka Mure. Koristi potencijal rijeke Drave za proizvodnju električne energije, povećava zaštitu od poplava, poboljšava odvodnju, omogućuje gravitacijsko natapanje poljoprivrednih površina te omogućuje uvjete za razvoj športa i rekreacije. Ukupna instalirana snaga HE Dubrava je 76 MW (2 cijevna agregata x 38 MW iz 1989.). Uz HE Dubrava se nalazi i MHE Dubrava (Mala hidroelektrana Dubrava) koja ima jedan cijevni agregat snage 1,1 MW iz 1989. i mHE Dubrava (Mini hidroelektrana Dubrava 1 i 2) koja ima dvije male Kaplanove turbine snage 0,34 MW iz 1991. Raspoloživi bruto konstruktivni pad vode je 17,5 metara. Ukupni instalirani volumni protok je 500 m3/s. Koristan obujam umjetnog jezera je 16,6 hm3. Srednja godišnja proizvodnja električne energije je 349 GWh, dok je maksimalna proizvodnja bila 436,6 GWh (2009.). Normalni uspor umjetnog jezera je 149,6 metara nad morem.

## Hidroenergetski sustav Drave
Rijeka Drava ukupne je slivne površine 42 238 km2, a protječe kroz 5 europskih država. Njena duljina u Hrvatskoj je 323 kilometra. Na Dravi su izgrađene 3 hidroelektrane: HE Varaždin (1975.), HE Čakovec (1982.) i HE Dubrava (1989.), a ukupno na cijelom toku su 22 hidroelektrane. Hidroelektrane su višenamjenske, a glavne namjene su: proizvodnja električne energije, opskrba vodom, obrana od poplava, zaštita zemljišta od izjedanja (erozija), navodnjavanje, odvodnja, promet. Hidroelektrane su niskotlačne, derivacijske i s umjetnim jezerima za potpuno dnevno i djelomično tjedno izravnanje. Sve tri hidroelektrane imaju mali agregat (proizvodnu jedinicu biološkog minimuma smještenu na brani). Osim toga, HE Čakovec ima jednu, a HE Dubrava dvije male proizvodne jedinice na lijevom drenažnom jarku. Radom sve tri hidroelektrane upravlja se daljinski iz jednog središta, iz tzv. komande lanca smještene u Varaždinu. Time se ostvaruje povećanje proizvodnje električne energije optimizacijom korištenja voda, povećanje pogonske spremnosti agregata planiranjem termina i trajanja poslova održavanja i sigurno provođenje velikih vodnih valova kroz sustav hidroelektrana.

### Poplave na Dravi
Drava je u prošlosti često plavila. Nama dostupni pisani podaci o plavljenju rijeke Drave spominju, primjerice, velike poplave i javne radove na podizanju obrambenih nasipa uz rijeku Dravu kod Varaždina (na sjednicama Hrvatskoga Sabora u Varaždinu i Zagrebu 1633., 1649., 1678., 1692. i 1698.). Poplava u rujnu 1965. bila je najveći vodni val na Dravi uzvodno od ušća Mure u proteklih 120 godina. Te godine u mjesec dana prošla su 3 vodna vala od kojih je treći dosegao najvišu razinu na vodomjernoj letvi Varaždin od +424 cm i uzrokovao poplavu u Varaždinu. Protok velike vode se procjenjuje na 2800 m3/s. Zbog znatnih šteta koje su prouzročile poplave (štete od poplave u Varaždinu 1965. godine višestruko su premašile cijenu izgradnje nasipa), tih se godina intenzivirala izgradnja obrambenih nasipa. Time je postavljena i sada aktualna granica u prostoru kojom su odijeljene zemljišne površine za poljoprivrednu proizvodnju (i druge antropogene aktivnosti) od prostora.

### Stara korita rijeke Drave
Nakon izgradnje hidroelektrana gotovo sva količina vode preusmjerena je na postrojenja za proizvodnju električne struje. Starim koritom HE Varaždin, kojim je prije tekla srednja voda od 333 m3/s, sada protiče od 10 do 12 m3/s vode. S druge strane, i dalje se javljaju velike vode koje hidroenergetski objekti ne mogu u cijelosti propustiti. To su protoci veći od 500 m3/s (oko 2 000 m3/s), koji se javljaju 1, 2 ili 3 puta godišnje u trajanju od nekoliko dana, a protječu starim koritima. Osim toga, izgradnjom hidroelektrana praktično je prekinut transport nanosa (prvenstveno šljunka). Prilikom gradnje autoceste Zagreb – Goričan, zbog velike potrebe za šljunkom, otvorili su se radovi na uređenju starog korita uz HE Čakovec. Razina vode u okolnom terenu se podigla, a velika voda postiže razinu u koritu nižu nego prije izvođenja zahvata. To je dodatni razlog da se dovrši izgradnja nasipa za obranu od velikih voda. Pri tome treba imati na umu nasip ne samo kao objekt koji štiti zaobalje od velikih voda, već i kao pregradu koja štiti prostor oko rijeke od utjecaja čovjeka.